# Kansas Weekly Herald
Le Kansas Weekly Herald était un journal édité dans la ville de Leavenworth de 1854 à 1859 et distribué dans la ville de Lecompton, qui venait d'être fondée dans le tout nouveau Territoire du Kansas, dont il était le premier journal. 
Le journal était pro-esclavagiste, à une époque clé de la lutte entre abolitionniste et pro-esclavagiste, qui déboucha sur les violences du Bleeding Kansas. Un poème du 1er janvier 1855, adressé aux éditeurs du journal, fait le bilan des événements très particuliers qui se déroulèrent durant l'année 1854 dans le Territoire du Kansas
“Kansas Weekly Herald” a été créé le 15 septembre 1854 par William Osborn et William Adams qui donne une preuve de la difficulté de leur entreprise en indiquant que le site n'est occupé que par 4 tentes, l'éditorialiste notant: “Nos articles ont été écrits assis sur le sol”. Ils sont alors assis sous un arbre. La même année, un autre journal est créé à Kickapoo, dans le Territoire du Kansas, en 1854 appelée “Pioneer“, tandis qu'est créé en 1855 à Topeka le “Kansas Freeman“. Le Kansas Herald of Freedom, le Kansas Free State et le Kansas Tribune sont créés en 1855 aussi, à Lawrence (Kansas).
À partir de 1858, le Territoire du Kansas comptait pas moins de 22 journaux pour environ 15 000 électeurs.